# Jeffrey Skiles
Pour les articles homonymes, voir Skiles.
Jeffrey Bruce "Jeff" Skiles (né le 18 novembre 1959) est un pilote de ligne américain d'American Airlines. 
Le 15 janvier 2009, il est le copilote du vol US Airways 1549. Lorsque l'avion perd ses deux moteurs, il assiste le commandant Chesley Sullenberger pour faire amerrir leur avion sur la rivière Hudson,,. Les deux hommes ont largement été célébrés pour avoir sauvé les 150 passagers du vol et les 5 membres de l'équipage.

## Biographie

### Avant l'accident
Fils de deux parents pilotes, il devient lui-même pilote à seize ans. Il travaille d'abord sur des avions cargo, puis pour Midstate Airlines (en). En 2009, il travaillait pour US Airways depuis 26 ans. 
Si Jeff Skiles volait en tant que copilote sur le vol 1549, cela était en réalité dû à une réduction du personnel chez US Airways. Il avait auparavant volé en tant commandant de bord, mais il possédait beaucoup moins d'expérience dans l'Airbus A320. 

### Vol US Airways 1549

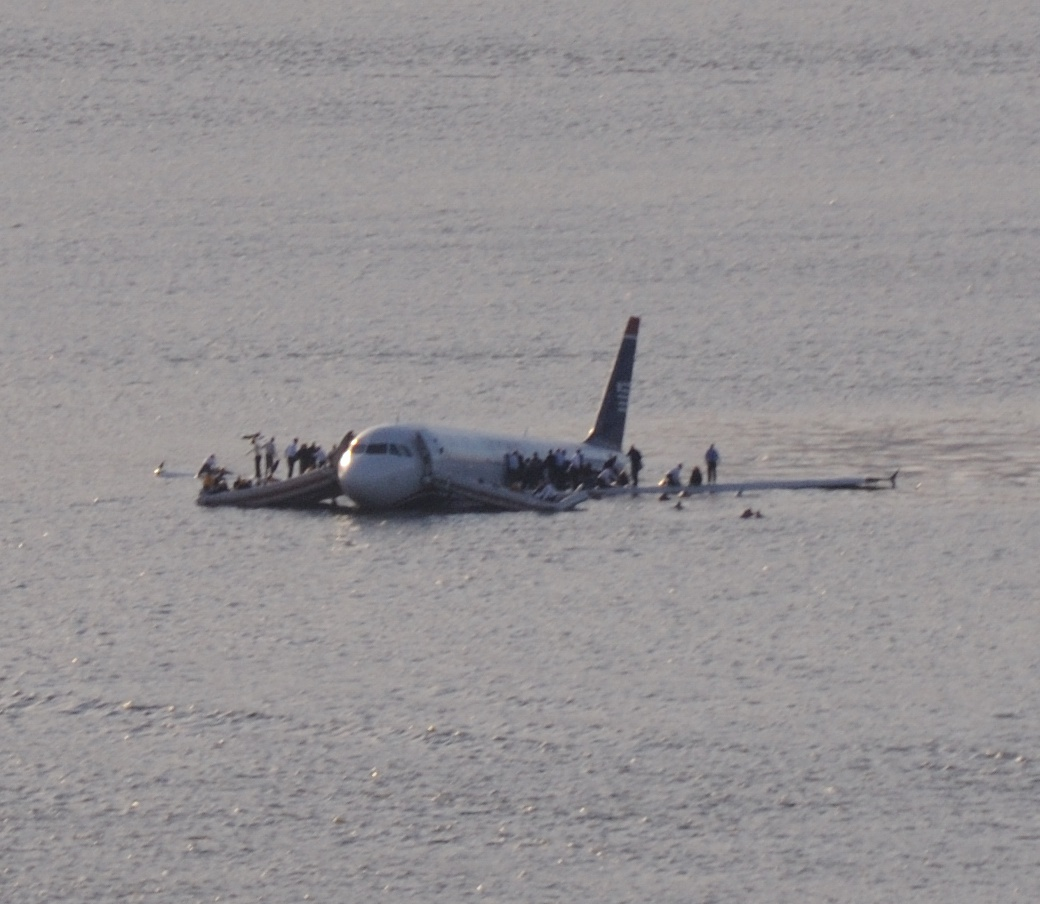
Évacuation de l'Airbus A320 du vol 1549 après son atterrissage sur le fleuve Hudson.

Atul Gawande, auteur de The Checklist Manifesto (en), affirme que l'atterrissage d'urgence réussi repose sur la coopération de Sullenberger et Skiles. La prémisse centrale de Gawande est que même les personnes expérimentées, dans tous les domaines, rencontrent des événements rares ; et que pour réussir à faire face à l'événement rare, il faut d'abord anticiper soigneusement les urgences futures, et deuxièmement, préparer une liste bien pensée des étapes à suivre. 
Dans son livre, Gawande rappelle qu'en cas d'urgence, il y a tellement de tâches à accomplir que le rôle du copilote est au moins aussi important que celui du commandant de bord. Sullenberger avait pris la tâche de trouver un endroit sûr pour atterrir, laissant à son copilote expérimenté la tâche de suivre la check-list pour essayer de redémarrer les moteurs. Il note que Skiles était en mesure de remplir la check-list dans la période de moins de trois minutes entre l'impact d'oiseau et l'atterrissage, notant que c'était "quelque chose que les enquêteurs ont déclaré plus tard comme étant" très remarquable" dans le laps de temps qu'il avait - et quelque chose qui est difficile à reproduire en simulation".

### Après l'accident
Il retourne travailler sept semaines après l'accident.  
Charlie Rose interviewe Skiles pour PBS le 10 février 2009. Au cours de cette interview, Skiles prédit que Sullenberger recevrait une attention continue, alors que son propre quart d'heure de célébrité prendrait fin quand il quitterait son studio. Il est tout de même occasionnellement sollicité pour offrir des conseils sur la gestion de crise.  
Après un examen formel de leurs compétences, Sullenberger et Skiles retrouvent leurs autorisations de voler. Sullenberger prend sa retraite en 2010. Le 3 mars 2010, Sullenberger et Skiles volent ensemble pour la reconstitution de leur plan de vol d'origine. Il s'agit de leur second vol ensemble, car le duo n'avait jamais fait équipe avant le célèbre vol, et du dernier de Sullenberger pour US Airways.  
En mars 2011, le gouverneur du Wisconsin, Scott Walker, tente de présenter un projet de loi que les critiques décrivent comme une tentative d'empêcher les syndicats de s'engager dans des négociations collectives. Les dirigeants syndicaux appellent alors au boycott de la M&I Bank (en), en raison de documents publics montrant que la banque avait fait d'importants dons à la campagne électorale de Walker. Le Milwaukee Journal Sentinel désigne alors Skiles comme une des personnes ayant fait le plus grand retrait d'argent dans le cadre de cette contestation. À ce moment, Skiles est le vice-président de la Coalition of Airline Pilots Association, qui représente 28 000 pilotes. 
En 2016, dans le film dramatique Sully inspiré du vol 1549, réalisé par Clint Eastwood, Skiles est interprété par Aaron Eckhart,. 
En 2019, Skiles travaille toujours pour American Airlines, pilotant un Boeing 787.
En 2024, Skiles prend sa retraite.